# 篠田博之
篠田 博之（しのだ ひろゆき、1951年9月10日 - ）は、日本の編集者、ジャーナリスト、実業家。月刊『創』編集長、『マス読』編集長、創出版社長。「コミック表現の自由を守る会」事務局長、「日本ペンクラブ言論表現委員会」副委員長。茨城県出身。

## 経歴・人物
茨城県立水戸第一高等学校を経て、1976年に一橋大学経済学部卒業。当時の一橋大生は商社や銀行にフリーパスではあったが、篠田はそういった進路に疑問を感じ、雑誌ジャーナリズムを志して政策時報社に入社する。
1980年、政策時報社を退社し総合評論社に入社する。月刊『創』編集部所属となり1981年の月刊『創』編集長就任後、徐々にメディア批評誌化を進める。
1982年、月刊『創』編集者3人で創出版設立。1994年、創出版代表取締役。
もともとは学生運動に参加していた立場からか、左翼リベラル的なスタンスで雑誌制作に携わり、獄中からの手紙を通じて犯罪者にも発言の場を与えるなど異色の雑誌編集を続けている。北朝鮮に渡ったよど号グループの声を取り上げて来た他、連続幼女殺害事件の死刑囚である宮﨑勤などに手記を発表させている。一方で交友の幅も広く、同業者である様々なジャーナリストや文筆家や大手マスコミ関係者と面識があり、スタンスの異なる人物とも交流を持ち花田紀凱や、一水会の鈴木邦男などとも親しい。
最近は日垣隆が『創』を「独裁体質」「街金に手を出した」などと批判したのに対して、「事実無根」と反論する内容証明を送付するなど論争となった。
2014年、柳美里が月刊誌『創』で連載しているエッセイに対して原稿料が支払われていないことを公表し、篠田は「『創』が赤字であることは以前から話していたし、（『創』の状況を理解して書いてくれている）他の執筆者と同様に『続けよう』という意思で書いてくれている、『応援してくれている』と考えてしまっていた。認識の行き違いがあった」と謝罪した。

## 著書

### 単著
- 『ドキュメント死刑囚』（2008年8月、ちくま新書）
- 『生涯編集者 月刊「創」奮戦記』（2012年6月、創出版）
- 『皇室タブー』創出版、2019

### 共著
- 『「有害」コミック問題を考える』（1991年、創出版）月刊「創」編集部：編
- 『誌外戦 コミック規制をめぐるバトルロイヤル』（1993年、創出版）コミック表現の自由を守る会：著
- 『差別表現を考える』（1995年、光文社）コミック表現の自由を守る会：著
- 『安倍政権のネット戦略』（2013年、創出版新書）